# Cumulopuntia zehnderi
Cumulopuntia zehnderi es una especie de planta suculenta perteneciente al género Cumulopuntia, dentro de la familia Cactaceae. Es endémica del centro del sur de Perú (concretamente de los departamentos peruanos de en los de Arequipa y Ayacucho). 

## Descripción
Cumulopuntia zehnderi es una especie de cactus de crecimiento bajo que a menudo se ramifica lateralmente y forma cojines de hasta 30 cm de alto y 20 cm de diámetro.
Las tallos son articulados y están formados por segmentos de forma ovoide u obloga. Están tuberculados, tienen la epidermis de color verde oscura a verde clara, y su raíz es de tipo fibrosa. Son regordetes, miden de 4,7 a 9,5 cm de largo y de 2,6 a 4,7 cm de diámetro. Las hojas son diminutas, suelen ser cilíndricas y se caen prematuramente.
Sobre los tallos se asientan de 12 a 28 areolas por segmento y son de tipo circular o elípticas. Miden de 2,3 a 9,8 mm de largo, de 1,7 a 7,4 mm de diámetro y están distanciadas unas de otras de 7,1 a 24,7 mm. Contienen pelos blanquecinos y gloquidios de 3 a 7 mm que van de amarillentos a blanquecinos.
El número de espinas es variable, llegando a tener hasta 13 por areola, aunque a veces pueden estar ausentes. Inicialmente son de color pardo-oscuras o parduzcas, pero con el tiempo se tornan pardo-amarillentas, luego blancas y por último grises. Son generalmente curvadas y miden de 1,1 a 7,7 cm de largo.
Las flores son apicales, diurnas, actinomorfas y surgen 1 por ápice. Miden de 5,2 a 7,8 cm de diámetro y tienen el pericarpelo de color verde. Presentan areolas que tienen de 5 a 7 espinas apicales, son de color amarillo con el ápice pardo y miden de 0,9 a 1,9 cm de largo. Los tépalos son inicialmente de color amarillo y luego se tornan anaranjados al marchitarse. El androceo está formado por estambres sensitivos con anteras de color amarillo. El gineceo tiene el ovario blanquecino-verdoso, el estilo amarillento y los estigmas amarillentos.

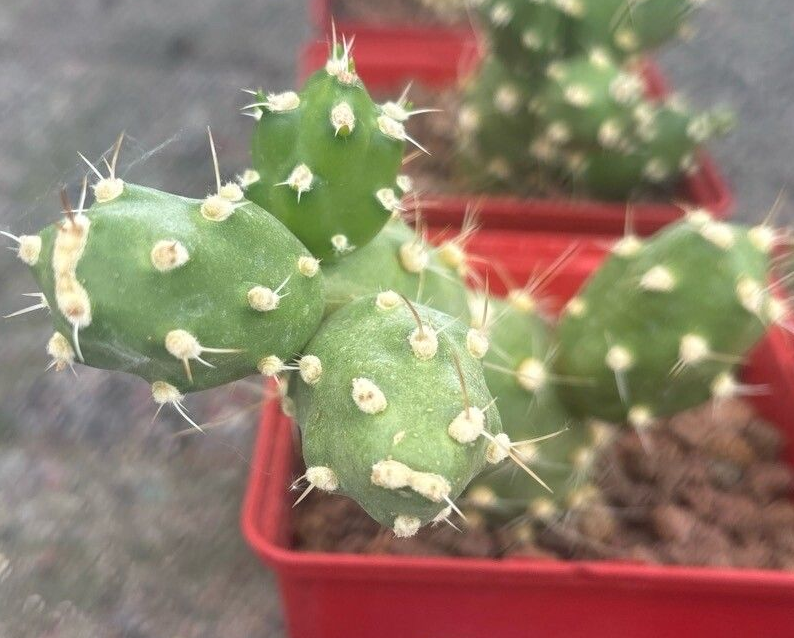
Planta en cultivo

El fruto es globoso o subgloboso, umbilicado y de color amarillento o a veces rojizo. Mide de 2,5 a 4,2 cm de largo y de 3,2 a 4,2 cm de diámetro. Presenta de 9 a 13 areolas, con pelos amarillentos a grises, cerdas pardo-blanquecinas y gloquidios amarillentos. Hacia el ápice, cada areola presenta de 12 a 17 espinas rectas o curvadas, de 0,8 a 2,9 cm de largo, inicialmente de color pardo oscuras y más tarde de pardo-claras a grises. En su interior contiene de 15 a 83 semillas globosas y de color crema. Son lisas, sin brillo y miden de 3,7 a 4,4 mm de largo, con una faja funicular de 0,45 a 0,9 mm de ancho.

## Distribución y hábitat
El área de distribución nativa de esta especie es el sur de Perú (concretamente de los departamentos peruanos de en los de Arequipa y Ayacucho) y crece principalmente en biomas desérticos o de matorral seco, a altitudes de 3000 a 3500 metros sobre el nivel del mar.
Se desarrolla sobre suelos planos o con ligeras pendientes algo rocosas. Se asocia a otras especies de plantas como Parastrephia quadrangularis y Fabiana stephanii.

## Ecología
Cumulopuntia zehnderi florece en época seca (en el mes de diciembre) y sus flores son polinizadas por himenópteros (avispas).

## Taxonomía
La primera descripción de esta especie fue como Tephrocactus zehnderi, publicada en 1957 por los botánicos alemanes Werner Rauh y Curt Backeberg en el libro ilustrado Descriptiones Cactacearum Novarum 1: 9.
Posteriormente, el botánico alemán Friedrich Ritter colocó la especie en el género Cumulopuntia, pasando a llamarse Cumulopuntia zehnderi y anotando estos cambios en la revista científica Kakteen in Südamerika 4: 1249 en el año 1981.
Etimología
- Cumulopuntia: nombre genérico formado por dos palabras: el sustantivo latino cumulus (que significa 'cúmulo', 'montón' o 'masa amontonada') y el género Opuntia, (con el que el género tiene similitudes), haciendo referencia al crecimiento de la planta en forma de montones de tallos apilados.
- zehnderi: epíteto específico otorgado en honor a J. Zehnder, quien fue presidente de la empresa suiza Kaktimex y colaboró con Werner Rauh durante su viaje a Perú en 1954 y 1956.[4]

## Usos
Se cultiva principalmente como planta ornamental y su propagación se realiza a través de esquejes o semillas.